# آناتولی گریشین
آناتولی گریشین (روسی: Анатолий Кузьмич Гришин؛ ۸ ژوئیهٔ ۱۹۳۹ – ۱۴ ژوئن ۲۰۱۶) قایقران کانو اهل شوروی بود.